# NGC 87
NGC 87 est une galaxie irrégulière de type magellanique située dans la constellation du Phénix. NGC 87 a été découverte par l'astronome britannique John Herschel en 1834.

## Caractéristiques
Sa vitesse par rapport au fond diffus cosmologique est de 3 216 ± 27 km/s, ce qui correspond à une distance de Hubble de 47,4 ± 3,3 Mpc (∼155 millions d'al).
La classe de luminosité de NGC 87 est V-VI et elle présente une large raie HI. De plus, elle renferme des régions d'hydrogène ionisé.
Elle est située près des galaxies NGC 88 et NGC 89 et NGC 92 avec lesquelles elle forme le quartette de Robert.

## Supernova
La supernova SN 1994Z a été découverte dans NGC 87 le 2 février 1994 par un dénommé Alexander Wassilieff. Cette supernova était de type II.